# ¿Dónde está Alba?
¿Dónde está Alba? es un cuento infantil escrito por Laura Gallego García, publicado por Editorial SM en 2003.

## Argumento
El libro trata de Clara, quien tiene una hermana pequeña que se llama Alba. Al principio, Clara estaba muy contenta con Alba. Pero ahora está celosa por la atención de su madre, y pide un deseo a una estrella fugaz: que Alba desaparezca. 